# Konservöppnare

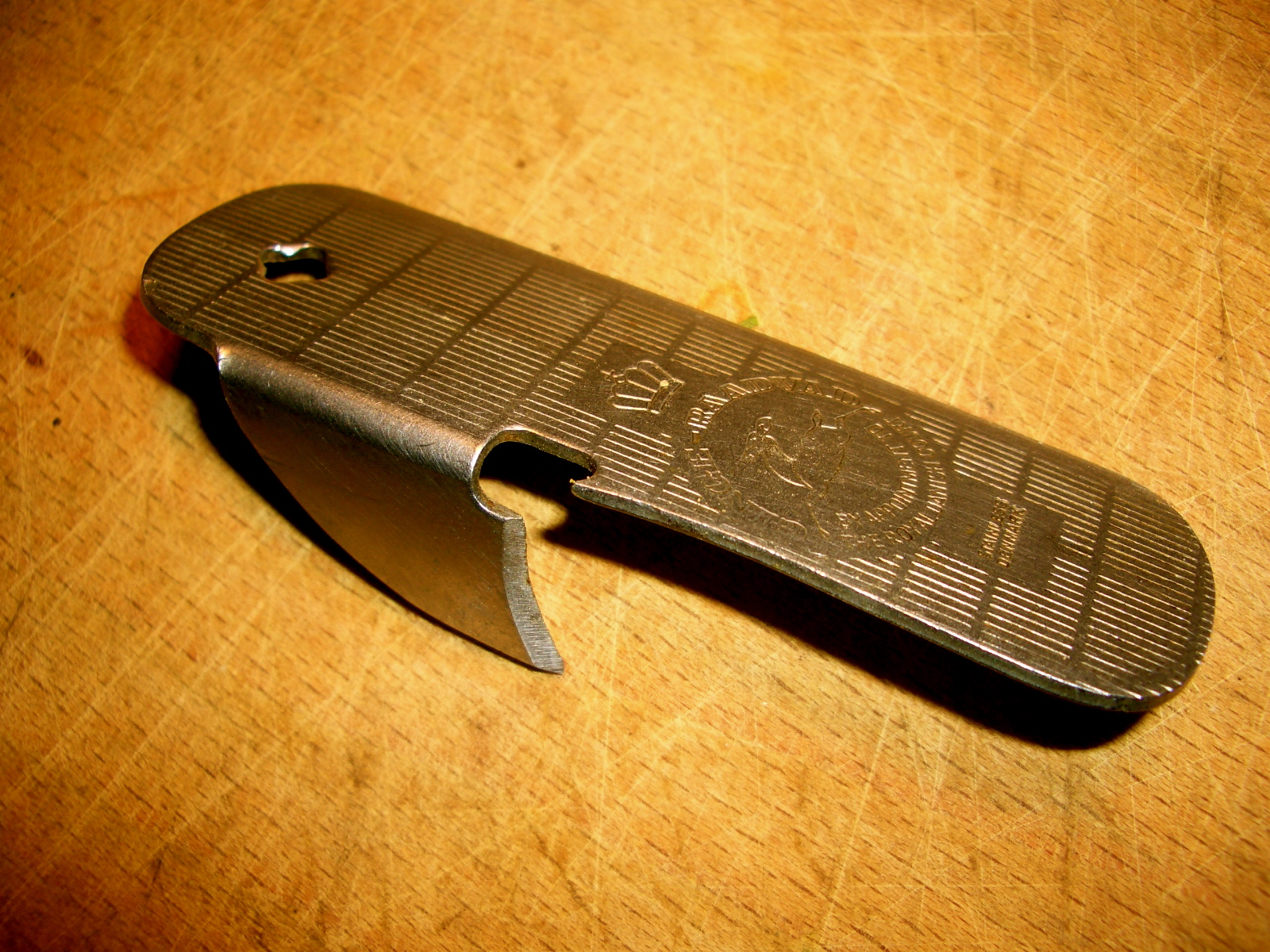
En konservöppnare av mindre modell.

Konservöppnare, ibland även burköppnare, är ett köksredskap för att öppna konservburkar med. Modellerna varierar från små i fickstorlek till större väggmonterade, från manuella till elektriska öppnare. Gemensamt för de flesta konservöppnare är att de innehåller någon form av skärblad som tränger igenom och sprättar eller skär upp locket på konservburken. De manuella varianterna fordrar viss handkraft tillsammans med en kontinuerlig handrörelse. Nu för tiden förekommer även konservburkar med en inbyggd öppnare. Dessa innehåller inte några skärblad, utan bänder upp locket.
Företaget Nilsjohan utvecklade ett mekaniskt redskap där burken anbringas mellan en skärkniv och ett stöd och där kniven sänks genom plåten med en hävstång som används för att överföra en roterande rörelse till skärkniven.
Ordet "konservöppnare" är belagt i svenska språket sedan 1923.

## Bildgalleri

Video som demonstrerar hur en konservöppnare används.
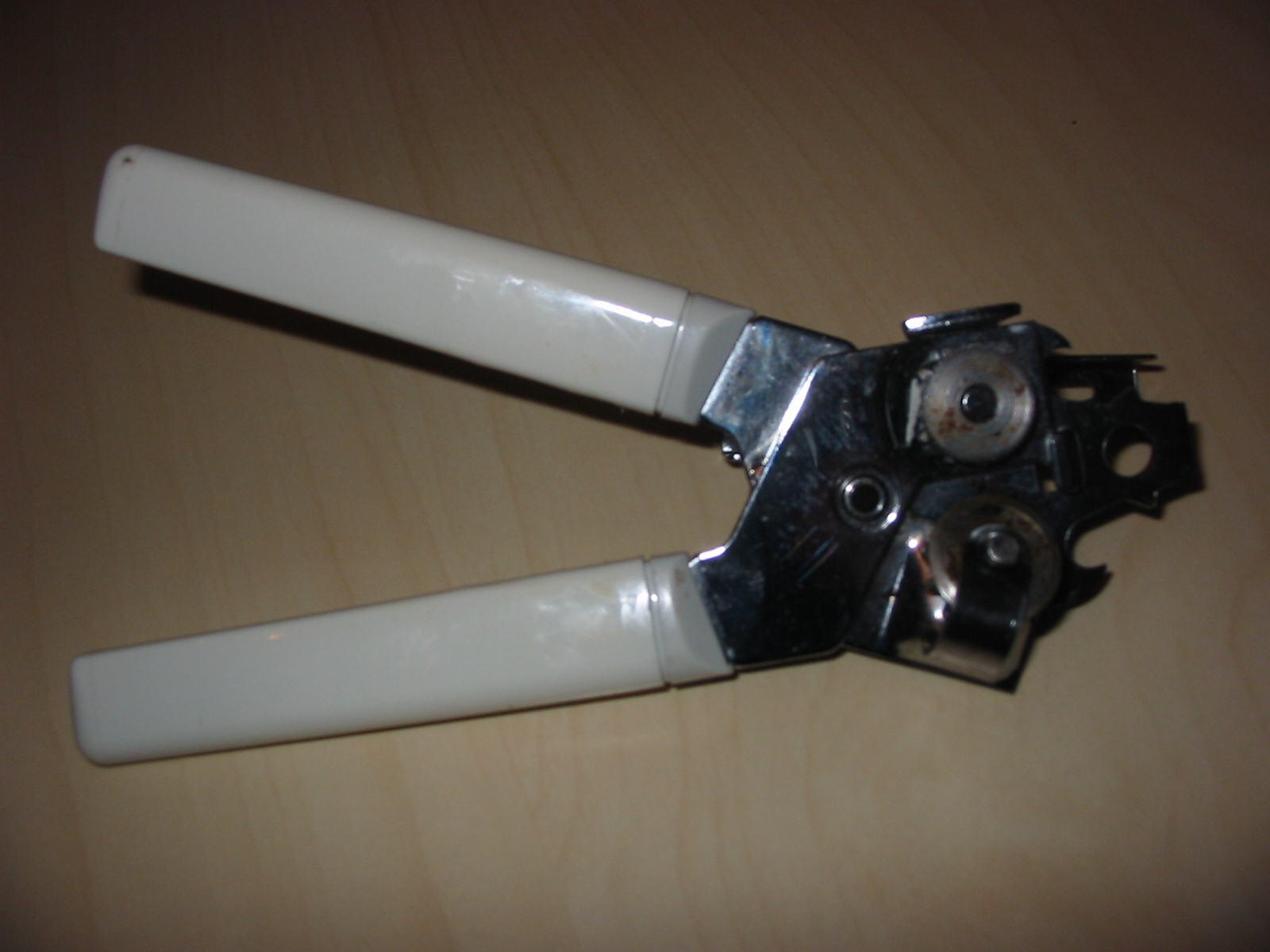
Konservöppnare av större handmodell.
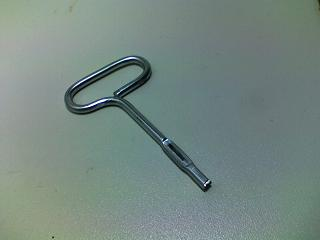
Konservöppnare för rektangulära konserver.
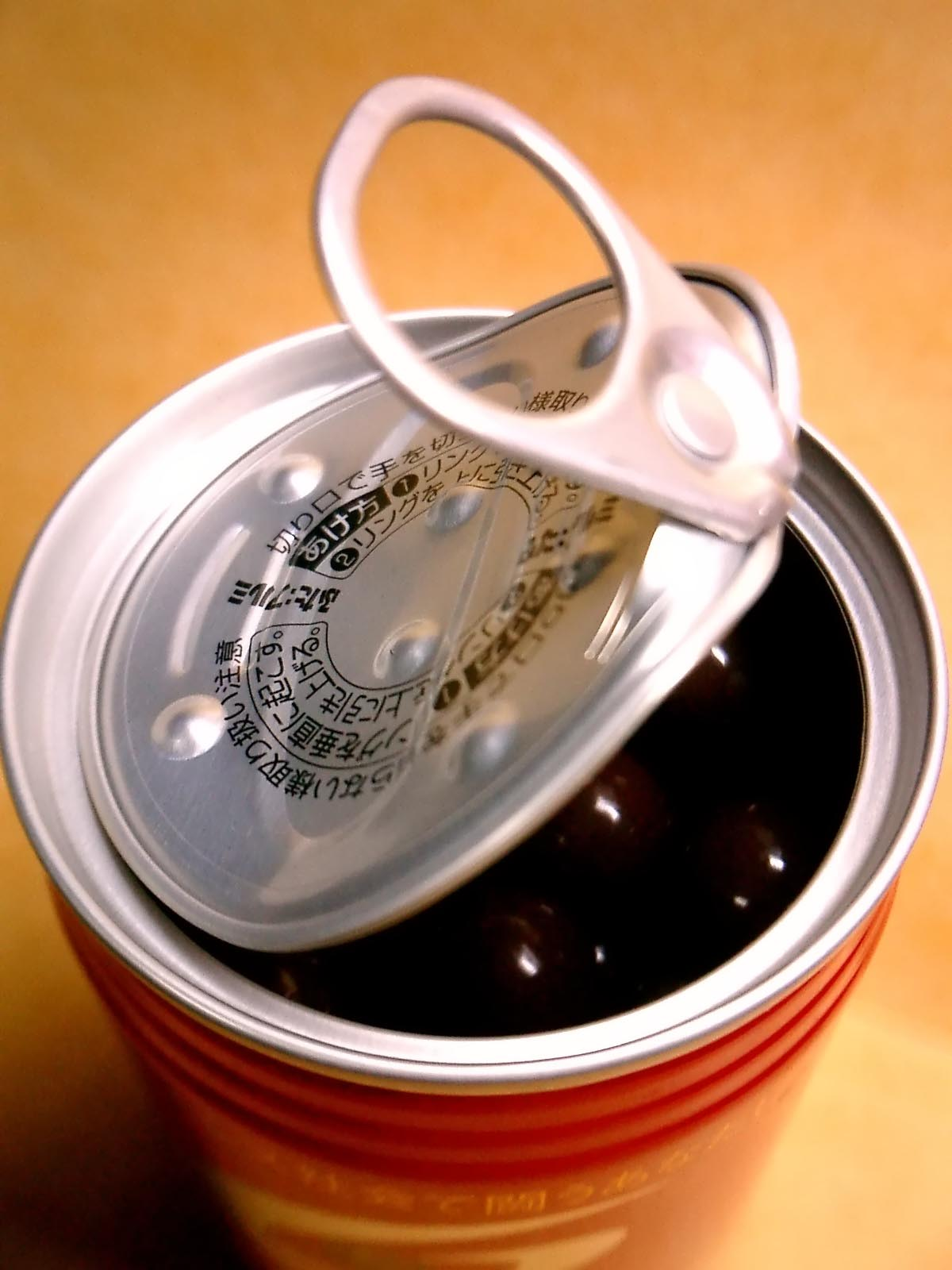
Konservburk med inbyggd öppnare.
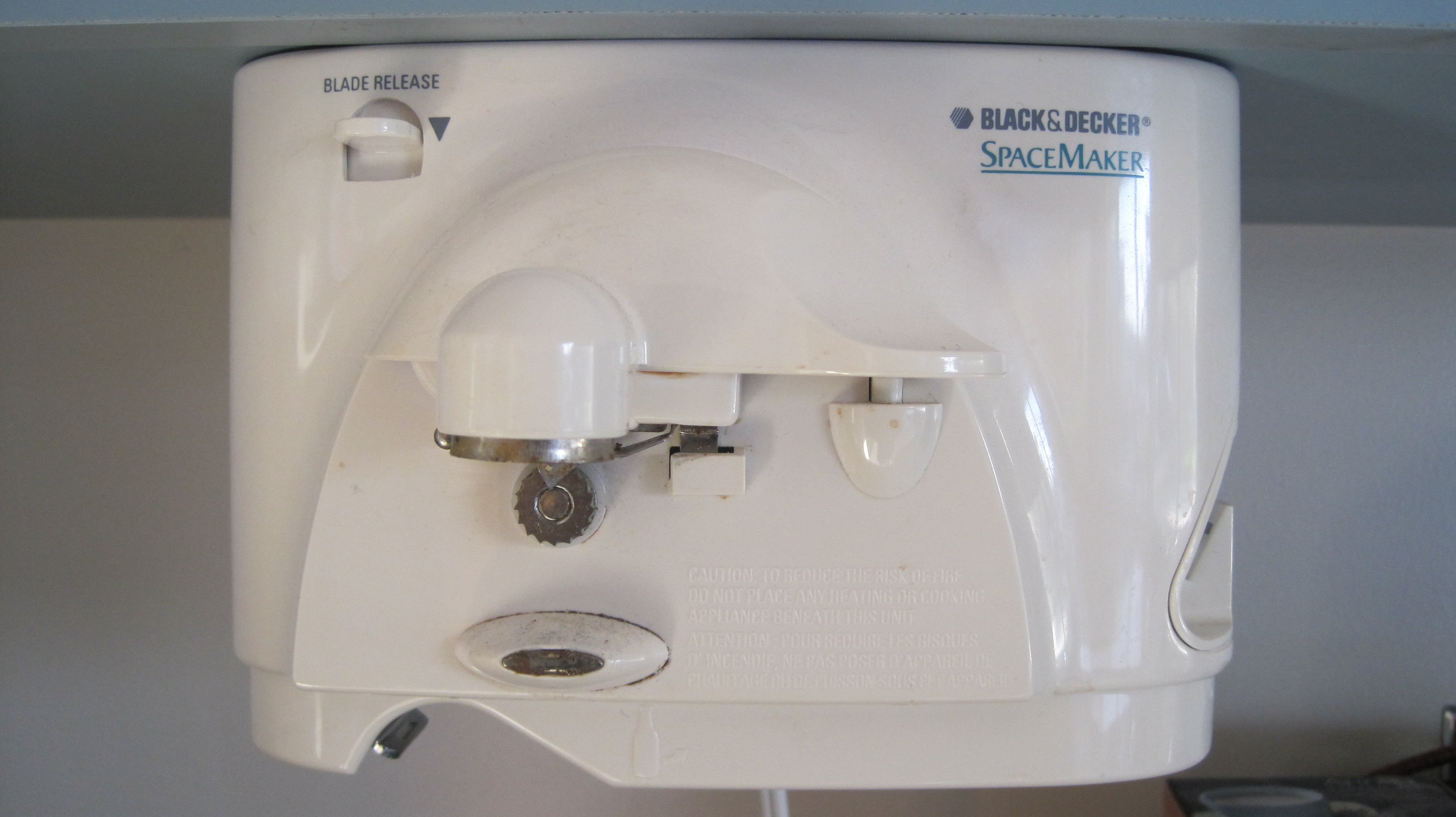
Elektrisk konservöppnare.
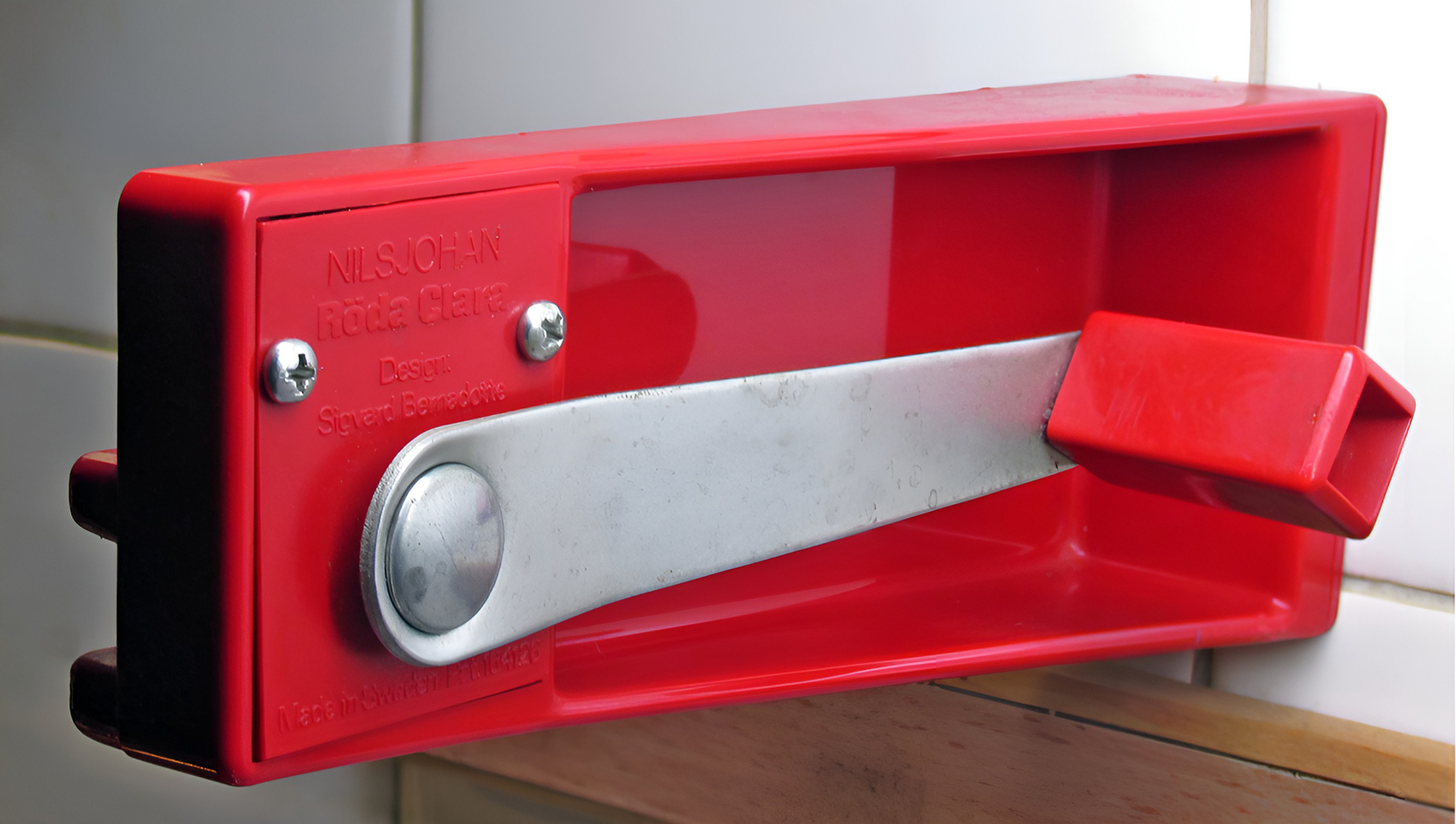
Röda Clara. Design av Sigvard Bernadotte.